# Halgadom
Halgadom ist eine deutsche Neofolk- und Pagan-Metal-Band, welche Ende der 1990er Jahre von Frank Kraemer (Stahlgewitter) in Eitorf gegründet wurde. Für die Pagan-Metal-Stücke wurde Kraemer teilweise von Sebastian Schauseil (ex-Absurd, Wolfsmond) beim Gesang unterstützt.

## Geschichte
Halgadom wurde 1999 von Frank Kraemer und dem ehemaligen Absurd-Mitglied Sebastian Schauseil gegründet. Mit einem Gast-Schlagzeuger und dem Bassisten Oliver von Frostkrieg wurde das erste, selbstbetitelte Album aufgenommen. 2001 stieg mit Jan ein fester Schlagzeuger ein. Mit dieser Besetzung wurde ein Lied für den Sampler Freundeskreis der Heimatverbundenen Germanen aufgenommen.
2002 erschien der zweite Tonträger Verdunkelung des Göttlichen. Während der Aufnahmen musste die eigentliche Sängerin Lü ausgetauscht werden, diese wurde durch Michaela ersetzt. Beide Frauen sind auf dem Album zu hören. Im Gegensatz zum Debütalbum befinden sich viele Neofolk-Stücke auf dem Album. Statt elektrischen wurden akustische Gitarren eingesetzt, der Gesang ist klar und nicht verzerrt.
Das Album Sein und Werden erschien 2004. Auf dem Album befinden sich zu gleichen Teilen Neofolk- und Metal-Stücke. Mit Eva stieß eine neue Sängerin und Geigerin zur Band. Den Bass bediente Marcel Petri (Ill Sanity, Von Thronstahl, The Days of The Trumpet Call, Tyr-Kreis, Allerseelen, A Challenge of Honour).
Noch im gleichen Jahr erschienen eine Split-EP mit der Band Frostkrieg und ein Sampler-Beitrag für die Kompilation Mia Runa (Steinklang Industries). Aufgrund einer Intervention des Sängers von Gegentum, eines anderen Teilnehmers auf dem Sampler, der mit den politischen Verflechtungen der Band nicht in Verbindung gebracht werden wollte, firmierten Halgadom unter dem Namen Tyr-Kreis, eigentlich ein anderes Projekt des Bassisten Marcel Petri.
Sebastian Schauseil verkündete am 21. März 2006 seinen Ausstieg aus der Band. Als neuer Sänger wurde Paul von der NSBM-Band Leichenzug in die Band genommen. 2006 erschien mit Paul zusammen das Album Sturmwoge, welches erstmals ausschließlich Pagan-Metal-Stücke enthält. Mit Verzögerungen erschien Anfang 2008 das Album mit dem Titel Heimstatt. Das eigentlich schon zum Dezember 2007 angekündigte Album steht im Gegensatz zu Sturmwoge, so enthält Heimstatt ausschließlich Neofolk.
Inzwischen drückt die Band ihre politische Gesinnung weniger offen aus; „Die frühere Rubrik ‚Kulturkampf‘, in der sich die Band zu gesellschaftlichen Themen äußerte, ist seit Anfang des Jahres [2008] verschwunden“ und mit dieser unter anderem die Bezeichnung des Christentums als „artfremder“ Glaube mit „entarteten Inhalten“ oder von Antifaschisten als „asoziale Randgruppe“. Auch bezeichnete Kraemer seine politische Gesinnung gegenüber dem A-Blaze als Privatsache. Ella Weber schrieb dazu auf der Seite Netz gegen Nazis: „Eine glaubwürdige Distanzierung vom Rechtsextremismus sähe anders aus.“
Im Jahre 2009 erschien über das Hauslabel Sonnenkreuz Produktionen das Album Wille : Tatkraft : Potential. Bis auf das Ambient-Intro, das Death-Metal-Stück Ginnungagap und das mit Geigen untermalte Instrumentalstück Sang der Nornen ist das Album dem Pagan Metal zuzuordnen.
Nach einer Pause von sechs Jahren meldete sich die Band mit einer Split-CD mit der italienischen Band Tears of Othila zurück. Das Album erschien über Frank Kraemers Label Sonnenkreuz.

## Thematik und politische Ausrichtung
Die Texte handeln hauptsächlich von nordischen Götter- und Heldensagen. Politische Aussagen kommen in den Texten selten vor, obwohl Kraemer sowie das frühere Mitglied Sebastian Schauseil eindeutig der rechtsextremen Szene zuzuordnen sind. Eine Ausnahme bildet lediglich das Debüt-Album, auf dem sich deutliche politische Aussagen finden: Im Lied „Wotans Krieger“ wird sich offen auf die neonazistischen 14 Worte bezogen, in „Wenn die Zeit reif ist“ heißt es, man solle sein Blut „rot und rein“ weitergegeben. Der Name der Band Halgadom (Heiligtum) ist dem arisophischen Werke Guido von Lists entlehnt.
Mitte 2006 wurde auf der Bandseite aus Theodor Fritschs Handbuch der Judenfrage zitiert, ohne die Übernahme kenntlich zu machen. Halgadom war auf der neonazistischen, sogenannten Schulhof-CD „Anpassung ist Feigheit“ vertreten.

## Diskografie

### Alben
- 1999: Halgadom (Mjölnir Versand)
- 2002: Verdunkelung des Göttlichen (Sonnenkreuz)
- 2004: Sein und Werden (Sonnenkreuz)
- 2006: Sturmwoge (Sonnenkreuz)
- 2008: Heimstatt (Sonnenkreuz)
- 2009: Wille : Tatkraft : Potential (Sonnenkreuz)

### Split-Veröffentlichungen
- 2004: Ahnenland (Split-7’’ mit Frostkrieg, Christhunt Productions)
- 2015: Äon des Hammers (Split-CD mit Tears of Othila, Sonnenkreuz)